# Pesta pneumònica
La pesta pneumònica o pesta pulmonar és una de les formes en les quals es presenta la pesta, que provoca una afectació greu dels pulmons. Pot produir-se de manera separada, o associada a altres formes de la malaltia, com la pesta bubònica i la pesta septicèmica. La pesta és una infecció provocada pel bacteri Yersinia pestis.

## Pesta pneumònica
Es produeix quan el bacteri Yersinia pestis infecta els pulmons. Aquest tipus de pesta pot propagar-se d'una persona a l'altra a través de l'aire. La transmissió pot produir-se quan una persona inhala bacteris aerosolitzats. La pesta pneumònica també pot propagar-se en inhalar Yersinia pestis en suspensió en les gotes minúscules que es formen en les vies respiratòries d'una persona (o animal) que pateix pesta pneumònica. Per infectar-se d'aquesta manera, en general cal que una persona estigui en contacte directe i proper amb una persona o un animal malalt. La pesta pneumònica també es pot donar si una persona que pateix pesta bubònica o pesta septicèmica no rep el tractament adequat i el bacteri s'estén als pulmons.

## Símptomes i tractament
En la pesta pneumònica, els primers senyals de la malaltia són febre, marejos, mal de cap i feblesa. A més a més, es presenta ràpidament un quadre de pneumònia amb dificultats per respirar. La pneumònia progressa durant 8 a 10 dies i pot provocar insuficiència respiratòria i xoc. Si no és atès a temps, el pacient podria morir, tot i que avui en dia i gràcies als tractaments actuals, no és necessari ni tan sols hospitalitzar el pacient.
El tractament amb antibiòtics durant 7 dies protegirà les persones que han estat en contacte directe i proper amb pacients infectats. L'ús d'una màscara quirúrgica ben ajustada també protegeix contra la infecció.
És essencial un tractament precoç de la malaltia. Per tal de reduir la probabilitat de mort, és recomanable administrar antibiòtics dins de les 24 hores a partir de l'aparició dels primers símptomes. El tractament es basa en l'administració d'antibiòtics durant un període variable segons el cas concret.
La prevenció fou possible gràcies a la inoculació d'una vacuna preparada amb organismes morts o per la injecció d'una soca activa però no virulenta anomenada Yersinia.

## Història
L'organisme que causa la pesta pneumònica fou descrit, gairebé alhora, pel japonès Kitasato Shibasaburō i el suís Alexandre Yersin. El bacil porta el nom d'aquest últim.
La principal epidèmia fou la pesta de Manxúria (1910-11).